# Ayenia blanchetiana
Ayenia blanchetiana är en malvaväxtart som beskrevs av Karl Moritz Schumann. Ayenia blanchetiana ingår i släktet Ayenia och familjen malvaväxter. Inga underarter finns listade i Catalogue of Life.